# Nysson trimaculatus
Nysson trimaculatus är en stekelart som först beskrevs av Rossius 1790.  Nysson trimaculatus ingår i släktet Nysson, och familjen Crabronidae. Arten är reproducerande i Sverige.